# Valerio Arri
Valeriano Pompeo Maurizio Arri, detto Valerio (Portacomaro, 22 giugno 1892 – Torino, 31 marzo 1970), è stato un maratoneta italiano, medaglia di bronzo ai Giochi olimpici di Anversa 1920.

## Biografia
È stata la prima medaglia olimpica dell'Italia ai Giochi olimpici. In carriera ha vinto la Maratona di Torino del 1919 con il tempo di 2h40'47"6 e si è laureato campione italiano, sempre nel 1919, a Milano (ma sulla distanza dei 48 km), con il tempo di 3h13'41".
Disturbato da coliche renali, pur essendo tra i favoriti, non riuscì a vincere la maratona olimpica di Anversa 1920, ma dopo una straordinaria rimonta, giunto 3º al traguardo, per dimostrare la sua freschezza si esibì in una serie di capriole che entusiasmarono il pubblico e impressionarono il barone Pierre de Coubertin, che lo volle premiare con una coppa, proprio come aveva fatto 12 anni prima la Regina d'Inghilterra con l'altro maratoneta italiano Dorando Pietri.

## Palmarès
| Anno | Manifestazione  | Sede    | Evento   | Risultato | Prestazione | Note                          |
| ---- | --------------- | ------- | -------- | --------- | ----------- | ----------------------------- |
| 1920 | Giochi olimpici | Anversa | Maratona | Bronzo    | 2h36'32"8   | Miglior prestazione personale |

## Altre competizioni internazionali
1919
- Oro alla Maratona di Torino ( Torino) - 2h40'47"